# 夢絵コンテスト
夢絵コンテストは、神奈川県に在住・在学する小学生を対象に未来の情報化社会の夢を絵に描いてもらうコンテストである。「夢コン」と略されることもある。

## 概要
この夢絵コンテストは、一般社団法人神奈川県情報サービス産業協会の創設10周年を記念して、神奈川県下の子どもたちに未来社会の夢を絵に描いてもらうことで、理科や社会科をはじめとする様々な教科や知識に、より興味を持ってもらい、想像力豊かに育つことを願って社会貢献事業として1997年から開催が始まった。この夢絵コンテストの素晴しい点は、「児童が一生懸命描いた応募作品はすべて返却している」「応募者全員に参加賞を贈呈している」という点と、入賞者には児童の描いた絵が入ったオリジナル表彰状が贈られる点にある。

## 事業継承
毎年1万点近い応募がある神奈川県内有数の絵画コンテストとして成長した。15年間の長きに渡る一般社団法人神奈川県情報サービス産業協会の社会貢献事業としての運営は終了するが、夢絵コンテストの継続を望む声もあり、第16回以降は、NPO法人こどもネットミュージアムが主催としてコンテスト運営を行っていくことになった。ただし、第16回以降も一般社団法人神奈川県情報サービス産業協会は共催として継続応援することになる。

## 夢絵コンテスト特別委員会
夢絵コンテストの第1回開催から第15回開催まで、年間約3回の委員会を開催し、夢絵コンテスト開催に纏わる準備・広報・審査会・表彰式・展示会等を行っていた。

## 応募要項

### テーマ
「情報化社会の夢～ぼくたち、わたしたちの未来の世界～」

みんな大人になったころや100年後、200年後、そのずっーと先の未来はどんな世界や社会になっているのだろう。未来はどのようになっていて欲しいですか？家は？学校は？病院は？会社は？乗物は？町は？田舎は？森、山、海、地球は？
こうなってほしいなー、こんなものがあったらいいなーという夢を絵に描いてもらう。

### 応募資格
神奈川県在住または県内の小学校に通学する小学校1年生～6年生

補足：第6回（2002年）、第7回（2003年）、第10回（2006年）、第11回（2007年）は上海市の日本人学校からの応募作品が入選受賞しており、特に厳しく応募資格を定めているわけではない。

### 表現方法
- 絵画またはCG（コンピュータ・グラフィック）
- 絵画の場合は、画材（絵の具、クレヨン、パス、色紙など）表現は自由
- 用紙の大きさは、八つ切りサイズか四つ切サイズの画用紙（CGの場合は、A4サイズ用紙にプリントしたもの）

### 審査基準
- 夢にあふれた子どもらしいのぼのぼとした表現
- 自由なアイデア
- オリジナリティ

　注）ただし、作品に添付する作品説明用紙に書いた「作品タイトル」や「作品の説明」は審査対象としない。

## 開催一覧
| 年度              | 主催                                     | 共催                                     | 後援 | 協賛 |
| ----------------- | ---------------------------------------- | ---------------------------------------- | --- | --- |
| 第1回 （1997年）  | 社団法人神奈川県情報サービス産業協会     | -                                        | - | - |
| 第2回 （1998年）  | 社団法人神奈川県情報サービス産業協会     | -                                        | 神奈川県教育委員会、横浜市教育委員会、川崎市教育委員会 | かながわ情報産業振興総合連絡会議、神奈川県情報処理産業健康保険組合、神奈川県情報産業厚生年金基金、株式会社アプティ、NTT神奈川支社、NTTソフトウェア株式会社、株式会社エルテック、神奈川日産自動車株式会社、キヤノン販売株式会社、サガミ・メンテナンス株式会社、東洋信託銀行、日揮情報システム株式会社、日産サニー湘南販売株式会社、日産車体エンジニアリング株式会社、日産車体データデザイン株式会社、株式会社日産情報ネットワークス、日産デジタルプロセス株式会社、日本電気株式会社 神奈川支社、日立ソフトウェアエンジニアリング株式会社、富士ゼロックス（現:富士フイルムビジネスイノベーション）、富士通株式会社 神奈川支社、株式会社マルタン |
| 第3回 （1999年）  | 社団法人神奈川県情報サービス産業協会     | -                                        | 神奈川県教育委員会、横浜市教育委員会、川崎市教育委員会 | かながわ情報産業振興総合連絡会議、社団法人情報サービス産業協会、NTT神奈川支社、富士通株式会社 神奈川支社、キヤノン販売株式会社、株式会社マルタン |
| 第4回 （2000年）  | 社団法人神奈川県情報サービス産業協会     | -                                        | 神奈川県教育委員会、横浜市教育委員会、川崎市教育委員会、横須賀市教育委員会、神奈川県公立小学校校長会、神奈川県小学校教育研究会 | かながわ情報産業振興総合連絡会議、社団法人情報サービス産業協会、富士通株式会社 神奈川支社、株式会社マルタン |
| 第5回 （2001年）  | 社団法人神奈川県情報サービス産業協会     | -                                        | 神奈川県教育委員会、横浜市教育委員会、川崎市教育委員会、横須賀市教育委員会、神奈川県公立小学校校長会、神奈川県小学校教育研究会 | かながわ情報産業振興総合連絡会議、社団法人情報サービス産業協会、神奈川県情報処理産業健康組合、富士通株式会社 神奈川支社 |
| 第6回 （2002年）  | 社団法人神奈川県情報サービス産業協会     | -                                        | 神奈川県教育委員会、横浜市教育委員会、川崎市教育委員会、横須賀市教育委員会、神奈川県公立小学校校長会、神奈川県小学校教育研究会 | かながわ情報産業振興総合連絡会議、社団法人情報サービス産業協会、神奈川県情報処理産業健康組合、富士通株式会社 神奈川支社 |
| 第7回 （2003年）  | 社団法人神奈川県情報サービス産業協会     | -                                        | 神奈川県教育委員会、横浜市教育委員会、川崎市教育委員会、横須賀市教育委員会、神奈川県公立小学校校長会、神奈川県小学校教育研究会、かながわIT産業推進協議会、神奈川新聞社、TVKテレビ、神奈川県情報処理産業健康保険組合 | 社団法人情報サービス産業協会、富士通株式会社 神奈川支社 |
| 第8回 （2004年）  | 社団法人神奈川県情報サービス産業協会     | -                                        | 神奈川県教育委員会、横浜市教育委員会、川崎市教育委員会、横須賀市教育委員会、相模原市教育委員会、愛川町・厚木市・綾瀬市・伊勢原市・海老名市・大磯町・大井町・小田原市・開成町・鎌倉市・清川村・相模湖町・座間市・寒川町・逗子市・津久井町・中井町・二宮町・箱根町・葉山町・平塚市・藤沢市・松田町・真鶴町・三浦市・南足柄市・山北町・湯河原町の各教育委員会、神奈川県公立小学校校長会、神奈川県小学校教育研究会、かながわIT産業推進協議会、神奈川新聞社、TVKテレビ、神奈川県情報処理産業健康保険組合 | 社団法人情報サービス産業協会、日本電気株式会社 関東南支社、株式会社日立製作所 横浜支社、富士通株式会社 神奈川支社、マイクロソフト株式会社、株式会社ソフテム |
| 第9回 （2005年）  | 社団法人神奈川県情報サービス産業協会     | -                                        | 神奈川県教育委員会、横浜市教育委員会、川崎市教育委員会、横須賀市教育委員会、相模原市教育委員会、愛川町・厚木市・綾瀬市・伊勢原市・海老名市・大磯町・大井町・小田原市・開成町・鎌倉市・清川村・相模湖町・座間市・寒川町・逗子市・津久井町・中井町・二宮町・箱根町・葉山町・平塚市・藤沢市・松田町・真鶴町・三浦市・南足柄市・山北町・湯河原町の各教育委員会、神奈川県公立小学校校長会、神奈川県小学校教育研究会、u-kanagawa推進協議会、神奈川県情報サービス産業健康保険組合、神奈川県情報サービス産業厚生年金基金、神奈川新聞社、tvk、横浜ベイスターズ、横浜F・マリノス、横浜FC、湘南ベルマーレ、川崎フロンターレ                                                    | 社団法人情報サービス産業協会、富士通株式会社 神奈川支社、日本電気株式会社 神奈川支社、株式会社日立製作所 横浜支社、マイクロソフト株式会社 |
| 第10回 （2006年） | 社団法人神奈川県情報サービス産業協会     | -                                        | 神奈川県教育委員会、横浜市教育委員会、川崎市教育委員会、横須賀市教育委員会、相模原市教育委員会、愛川町・厚木市・綾瀬市・伊勢原市・海老名市・大磯町・大井町・小田原市・開成町・鎌倉市・清川村・相模湖町・座間市・寒川町・逗子市・津久井町・中井町・二宮町・箱根町・葉山町・平塚市・藤沢市・松田町・真鶴町・三浦市・南足柄市・山北町・湯河原町の各教育委員会、神奈川県公立小学校校長会、神奈川県小学校教育研究会、u-kanagawa推進協議会、神奈川県情報サービス産業健康保険組合、神奈川県情報サービス産業厚生年金基金、神奈川新聞社、tvk、横浜ベイスターズ、横浜F・マリノス、横浜FC、湘南ベルマーレ、川崎フロンターレ                                                    | 社団法人情報サービス産業協会、富士通株式会社 神奈川支社、日本電気株式会社 神奈川支社、マイクロソフト株式会社 |
| 第11回 （2007年） | 社団法人神奈川県情報サービス産業協会     | -                                        | 神奈川県、神奈川県教育委員会、横浜市教育委員会、川崎市教育委員会、横須賀市教育委員会、相模原市教育委員会、愛川町・厚木市・綾瀬市・伊勢原市・海老名市・大磯町・大井町・小田原市・開成町・鎌倉市・清川村・座間市・寒川町・逗子市・中井町・二宮町・箱根町・葉山町・平塚市・藤沢市・松田町・真鶴町・三浦市・南足柄市・山北町・湯河原町の各教育委員会、神奈川県公立小学校校長会、神奈川県小学校教育研究会、u-kanagawa推進協議会、神奈川県情報サービス産業健康保険組合、神奈川県情報サービス産業厚生年金基金、神奈川新聞社、tvk、横浜ベイスターズ、横浜F・マリノス、湘南ベルマーレ、川崎フロンターレ                                                                      | 社団法人情報サービス産業協会、富士通株式会社 神奈川支社、日本電気株式会社 神奈川支社、マイクロソフト株式会社 |
| 第12回 （2008年） | 社団法人神奈川県情報サービス産業協会     | -                                        | 神奈川県、神奈川県教育委員会、横浜市教育委員会、川崎市教育委員会、横須賀市教育委員会、相模原市教育委員会、愛川町・厚木市・綾瀬市・伊勢原市・海老名市・大磯町・大井町・小田原市・開成町・鎌倉市・清川村・座間市・寒川町・逗子市・中井町・二宮町・箱根町・秦野市・葉山町・平塚市・藤沢市・松田町・真鶴町・三浦市・南足柄市・山北町・湯河原町の各市町村教育委員会、神奈川県公立小学校校長会、神奈川県小学校教育研究会、u-kanagawa推進協議会、神奈川県情報サービス産業健康保険組合、神奈川県情報サービス産業厚生年金基金、横浜銀行、神奈川新聞社、tvk、FMヨコハマ、横浜ベイスターズ、横浜F・マリノス、横浜FC、湘南ベルマーレ、川崎フロンターレ                          | 社団法人情報サービス産業協会、富士通株式会社 神奈川支社、日本電気株式会社 神奈川支社、マイクロソフト株式会社、三菱鉛筆株式会社 |
| 第13回 （2009年） | 社団法人神奈川県情報サービス産業協会     | -                                        | 神奈川県、神奈川県教育委員会、横浜市教育委員会、川崎市教育委員会、横須賀市教育委員会、相模原市教育委員会、愛川町・厚木市・綾瀬市・伊勢原市・海老名市・大磯町・大井町・小田原市・開成町・鎌倉市・清川村・座間市・寒川町・逗子市・茅ヶ崎市・中井町・二宮町・箱根町・秦野市・葉山町・平塚市・藤沢市・松田町・真鶴町・三浦市・南足柄市・山北町・湯河原町の各市町村教育委員会、神奈川県公立小学校校長会、神奈川県小学校教育研究会、u-kanagawa推進協議会、神奈川県情報サービス産業健康保険組合、神奈川県情報サービス産業厚生年金基金、横浜銀行、神奈川新聞社、tvk、FMヨコハマ、横浜ベイスターズ、横浜F・マリノス、横浜FC、湘南ベルマーレ、川崎フロンターレ                | 社団法人情報サービス産業協会、富士通株式会社 神奈川支社、日本電気株式会社 神奈川支社、マイクロソフト株式会社、三菱鉛筆株式会社 |
| 第14回 （2010年） | 社団法人神奈川県情報サービス産業協会     | -                                        | 神奈川県、神奈川県教育委員会、横浜市教育委員会、川崎市教育委員会、横須賀市教育委員会、相模原市教育委員会、愛川町・厚木市・綾瀬市・伊勢原市・海老名市・大磯町・大井町・小田原市・開成町・鎌倉市・清川村・座間市・寒川町・逗子市・茅ヶ崎市・中井町・二宮町・箱根町・秦野市・葉山町・平塚市・藤沢市・松田町・真鶴町・三浦市・南足柄市・山北町・湯河原町の各市町村教育委員会、神奈川県公立小学校校長会、神奈川県小学校教育研究会、u-kanagawa推進協議会、神奈川県情報サービス産業健康保険組合、神奈川県情報サービス産業厚生年金基金、横浜銀行、神奈川新聞社、tvk、FMヨコハマ、横浜ベイスターズ、横浜F・マリノス、横浜FC、湘南ベルマーレ、川崎フロンターレ                | 社団法人情報サービス産業協会、富士通株式会社 神奈川支社、日本電気株式会社 神奈川支社、マイクロソフト株式会社 |
| 第15回 （2011年） | 一般社団法人神奈川県情報サービス産業協会 | -                                        | 神奈川県、神奈川県教育委員会、横浜市教育委員会、川崎市教育委員会、横須賀市教育委員会、相模原市教育委員会、愛川町・厚木市・綾瀬市・伊勢原市・海老名市・大磯町・大井町・小田原市・開成町・鎌倉市・清川村・座間市・寒川町・逗子市・茅ヶ崎市・中井町・二宮町・箱根町・秦野市・葉山町・平塚市・藤沢市・松田町・真鶴町・三浦市・南足柄市・山北町・湯河原町の各市町村教育委員会、神奈川県公立小学校校長会、神奈川県小学校教育研究会、神奈川県情報サービス産業健康保険組合、神奈川県情報サービス産業厚生年金基金、横浜銀行、神奈川銀行、神奈川新聞社、tvk、FMヨコハマ、横浜ベイスターズ、横浜F・マリノス、湘南ベルマーレ、川崎フロンターレ、NPO法人こどもネットミュージアム | 社団法人情報サービス産業協会、富士通株式会社 神奈川支社、日本電気株式会社 神奈川支社、マイクロソフト株式会社 |
| 第16回 （2012年） | NPO法人こどもネットミュージアム          | 一般社団法人神奈川県情報サービス産業協会 | | |

## 受賞作品数
| 開催年度         | 優秀賞 | 入選 | 特別賞 |
| ---------------- | ------ | ---- | ------ |
| 第1回（1997年）  | 25     | -    | -      |
| 第2回（1998年）  | 25     | 76   | -      |
| 第3回（1999年）  | 25     | 75   | -      |
| 第4回（2000年）  | 25     | 75   | -      |
| 第5回（2001年）  | 25     | 75   | -      |
| 第6回（2002年）  | 31     | 75   | -      |
| 第7回（2003年）  | 28     | 79   | 2      |
| 第8回（2004年）  | 25     | 83   | -      |
| 第9回（2005年）  | 25     | 88   | 7      |
| 第10回（2006年） | 30     | 91   | -      |
| 第11回（2007年） | 28     | 107  | -      |
| 第12回（2008年） | 30     | 90   | -      |
| 第13回（2009年） | 31     | 90   | -      |
| 第14回（2010年） | 30     | 90   | -      |
| 第15回（2011年） | 30     | 90   | -      |

## 優秀賞受賞者
※受賞者の個人名は記載を控えている。
| 開催年度         | 賞名義                                                  | 学校名                               | 学年 |
| ---------------- | ------------------------------------------------------- | ------------------------------------ | ---- |
| 第1回（1997年）  | 社団法人神奈川県情報サービス産業協会会長賞              | 相模原市立淵野辺小学校               | 5    |
| 第1回（1997年）  | 神奈川県教育委員会賞                                    | 相模原市立淵野辺小学校               | 5    |
| 第1回（1997年）  | 横浜市教育委員会賞                                      | 横浜市立朝比奈小学校                 | 6    |
| 第1回（1997年）  | 川崎市教育委員会賞                                      | 川崎市立宮崎台小学校                 | 5    |
| 第1回（1997年）  | 神奈川新聞社賞                                          | 横浜市立高田東小学校                 | 6    |
| 第1回（1997年）  | テレビ神奈川賞                                          | 城山町立川尻小学校                   | 6    |
| 第1回（1997年）  | 優秀賞                                                  | 横浜市立高田東小学校                 | 6    |
| 第1回（1997年）  | 優秀賞                                                  | 横浜市立高田東小学校                 | 6    |
| 第1回（1997年）  | 優秀賞                                                  | 横浜市立瀬谷小学校                   | 5    |
| 第1回（1997年）  | 優秀賞                                                  | 横浜市立瀬谷小学校                   | 5    |
| 第1回（1997年）  | 優秀賞                                                  | 横浜市立大曽根小学校                 | 4    |
| 第1回（1997年）  | 優秀賞                                                  | 横浜市立朝比奈小学校                 | 6    |
| 第1回（1997年）  | 優秀賞                                                  | 横浜市立霧が丘小学校                 | 4    |
| 第1回（1997年）  | 優秀賞                                                  | 川崎市立宮崎台小学校                 | 5    |
| 第1回（1997年）  | 優秀賞                                                  | 川崎市立宮崎台小学校                 | 5    |
| 第1回（1997年）  | 優秀賞                                                  | 川崎市立宮崎台小学校                 | 5    |
| 第1回（1997年）  | 優秀賞                                                  | 大和市立引地台小学校                 | 5    |
| 第1回（1997年）  | 優秀賞                                                  | 平塚市立金田小学校                   | 6    |
| 第1回（1997年）  | 優秀賞                                                  | 横須賀市立粟田小学校                 | 5    |
| 第1回（1997年）  | 優秀賞                                                  | 松田町立松田小学校                   | 4    |
| 第1回（1997年）  | 優秀賞                                                  | 茅ヶ崎市立松浪小学校                 | 5    |
| 第1回（1997年）  | 優秀賞                                                  | 横須賀市立森崎小学校                 | 5    |
| 第1回（1997年）  | 優秀賞                                                  | 横須賀市立森崎小学校                 | 5    |
| 第1回（1997年）  | 優秀賞                                                  | 横須賀市立森崎小学校                 | 5    |
| 第1回（1997年）  | 優秀賞                                                  | 三浦市立南下浦小学校                 | 4    |
| 第2回（1998年）  | 社団法人神奈川県情報サービス産業協会会長賞              | 厚木市立飯山小学校                   | 5    |
| 第2回（1998年）  | 神奈川県教育委員会賞                                    | 厚木市立上萩野小学校                 | 4    |
| 第2回（1998年）  | 横浜市教育委員会賞                                      | 横浜市立瀬谷小学校                   | 5    |
| 第2回（1998年）  | 川崎市教育委員会賞                                      | 川崎市立宮崎台小学校                 | 6    |
| 第2回（1998年）  | 優秀賞                                                  | 横浜市立飯田北小学校                 | 5    |
| 第2回（1998年）  | 優秀賞                                                  | 横浜市立いずみ野小学校               | 6    |
| 第2回（1998年）  | 優秀賞                                                  | 横浜市立大口台小学校                 | 4    |
| 第2回（1998年）  | 優秀賞                                                  | 横浜市立瀬戸ヶ谷小学校               | 4    |
| 第2回（1998年）  | 優秀賞                                                  | 横浜市立杉田小学校                   | 5    |
| 第2回（1998年）  | 優秀賞                                                  | 横浜市立杉田小学校                   | 5    |
| 第2回（1998年）  | 優秀賞                                                  | 横浜市立杉田小学校                   | 5    |
| 第2回（1998年）  | 優秀賞                                                  | 横浜市立高田東小学校                 | 4    |
| 第2回（1998年）  | 優秀賞                                                  | 横浜市立豊岡小学校                   | 4    |
| 第2回（1998年）  | 優秀賞                                                  | 川崎市立桜本小学校                   | 4    |
| 第2回（1998年）  | 優秀賞                                                  | 川崎市立西梶ヶ谷小学校               | 5    |
| 第2回（1998年）  | 優秀賞                                                  | 川崎市立東小倉小学校                 | 5    |
| 第2回（1998年）  | 優秀賞                                                  | 川崎市立宮崎台小学校                 | 6    |
| 第2回（1998年）  | 優秀賞                                                  | 川崎市立宮崎台小学校                 | 6    |
| 第2回（1998年）  | 優秀賞                                                  | 逗子市立久木小学校                   | 4    |
| 第2回（1998年）  | 優秀賞                                                  | 横須賀市立岩戸小学校                 | 5    |
| 第2回（1998年）  | 優秀賞                                                  | 横須賀市立岩戸小学校                 | 6    |
| 第2回（1998年）  | 優秀賞                                                  | 横須賀市立小原台小学校               | 5    |
| 第2回（1998年）  | 優秀賞                                                  | 横須賀市立森崎小学校                 | 6    |
| 第2回（1998年）  | 優秀賞                                                  | 横須賀市立森崎小学校                 | 6    |
| 第2回（1998年）  | 優秀賞                                                  | 横須賀市立森崎小学校                 | 6    |
| 第3回（1999年）  | 社団法人神奈川県情報サービス産業協会会長賞              | 横浜市立杉田小学校                   | 6    |
| 第3回（1999年）  | 神奈川県教育委員会教育長賞                              | 茅ヶ崎市立浜之郷小学校               | 4    |
| 第3回（1999年）  | 川崎市教育委員会賞                                      | 川崎市立富士見台小学校               | 4    |
| 第3回（1999年）  | 横浜市教育委員会賞                                      | 横浜市立汐入小学校                   | 5    |
| 第3回（1999年）  | 優秀賞                                                  | 横浜市立汐入小学校                   | 5    |
| 第3回（1999年）  | 優秀賞                                                  | 横浜市立富岡小学校                   | 5    |
| 第3回（1999年）  | 優秀賞                                                  | 横浜市立杉田小学校                   | 6    |
| 第3回（1999年）  | 優秀賞                                                  | 伊勢原市立桜台小学校                 | 5    |
| 第3回（1999年）  | 優秀賞                                                  | 藤沢市立新林小学校                   | 6    |
| 第3回（1999年）  | 優秀賞                                                  | 茅ヶ崎市立浜之郷小学校               | 4    |
| 第3回（1999年）  | 優秀賞                                                  | 茅ヶ崎市立浜之郷小学校               | 4    |
| 第3回（1999年）  | 優秀賞                                                  | 茅ヶ崎市立浜之郷小学校               | 4    |
| 第3回（1999年）  | 優秀賞                                                  | 横須賀市立粟田小学校                 | 6    |
| 第3回（1999年）  | 優秀賞                                                  | 横須賀市立粟田小学校                 | 6    |
| 第3回（1999年）  | 優秀賞                                                  | 横浜市立中和田南小学校               | 4    |
| 第3回（1999年）  | 優秀賞                                                  | 横須賀市立岩戸小学校                 | 5    |
| 第3回（1999年）  | 優秀賞                                                  | 横須賀市立岩戸小学校                 | 6    |
| 第3回（1999年）  | 優秀賞                                                  | 横浜市立すみれが丘小学校             | 6    |
| 第3回（1999年）  | 優秀賞                                                  | 横須賀市立高坂小学校                 | 6    |
| 第3回（1999年）  | 優秀賞                                                  | 横須賀市立高坂小学校                 | 6    |
| 第3回（1999年）  | 優秀賞                                                  | 横須賀市立高坂小学校                 | 6    |
| 第3回（1999年）  | 優秀賞                                                  | 小田原市立三の丸小学校               | 4    |
| 第3回（1999年）  | 優秀賞                                                  | 横浜市立二谷小学校                   | 4    |
| 第3回（1999年）  | 優秀賞                                                  | 川崎市立平間小学校                   | 5    |
| 第3回（1999年）  | 優秀賞                                                  | 川崎市立橘小学校                     | 6    |
| 第4回（2000年）  | 社団法人神奈川県情報サービス産業協会会長賞              | 伊勢原市立桜台小学校                 | 6    |
| 第4回（2000年）  | 神奈川県教育委員会賞                                    | 藤沢市立新林小学校                   | 5    |
| 第4回（2000年）  | 横浜市教育委員会賞                                      | 横浜市立南戸塚小学校                 | 5    |
| 第4回（2000年）  | 川崎市教育委員会賞                                      | 川崎市立東菅小学校                   | 6    |
| 第4回（2000年）  | 神奈川県教育研究会会長賞                                | 横浜市立富岡小学校                   | 4    |
| 第4回（2000年）  | 横須賀市教育委員会賞                                    | 横須賀市立鴨居小学校                 | 6    |
| 第4回（2000年）  | かながわ情報産業振興総合連絡会議会長賞                  | 川崎市立東菅小学校                   | 6    |
| 第4回（2000年）  | 優秀賞                                                  | 大磯町立大磯小学校                   | 6    |
| 第4回（2000年）  | 優秀賞                                                  | 大磯町立大磯小学校                   | 6    |
| 第4回（2000年）  | 優秀賞                                                  | 小田原市立下中小学校                 | 5    |
| 第4回（2000年）  | 優秀賞                                                  | 二宮町立一色小学校                   | 5    |
| 第4回（2000年）  | 優秀賞                                                  | 二宮町立一色小学校                   | 5    |
| 第4回（2000年）  | 優秀賞                                                  | 秦野市立本町小学校                   | 4    |
| 第4回（2000年）  | 優秀賞                                                  | 平塚市立岡崎小学校                   | 6    |
| 第4回（2000年）  | 優秀賞                                                  | 藤沢市立新林小学校                   | 3    |
| 第4回（2000年）  | 優秀賞                                                  | 藤沢市立新林小学校                   | 4    |
| 第4回（2000年）  | 優秀賞                                                  | 藤沢市立新林小学校                   | 6    |
| 第4回（2000年）  | 優秀賞                                                  | 藤沢市立鵠南小学校                   | 6    |
| 第4回（2000年）  | 優秀賞                                                  | 横浜市立朝比奈小学校                 | 3    |
| 第4回（2000年）  | 優秀賞                                                  | 横浜市立朝比奈小学校                 | 6    |
| 第4回（2000年）  | 優秀賞                                                  | 横浜市立富岡小学校                   | 4    |
| 第4回（2000年）  | 優秀賞                                                  | 横浜市立すみれが丘小学校             | 5    |
| 第4回（2000年）  | 優秀賞                                                  | 川崎市立大師小学校                   | 3    |
| 第4回（2000年）  | 優秀賞                                                  | 川崎市立宮崎台小学校                 | 5    |
| 第4回（2000年）  | 優秀賞                                                  | 横須賀市立富士見小学校               | 6    |
| 第4回（2000年）  | 審査員特別賞                                            | 横浜市立永谷小学校（パソコンクラブ） | 4～6 |
| 第5回（2001年）  | 社団法人神奈川県情報サービス産業協会会長賞              | 川崎市立殿町小学校                   | 5    |
| 第5回（2001年）  | 神奈川県教育委員会賞                                    | 大和市立南林間小学校                 | 4    |
| 第5回（2001年）  | 横浜市教育委員会賞                                      | 横浜市立吉原小学校                   | 4    |
| 第5回（2001年）  | 川崎市教育委員会賞                                      | 川崎市立久地小学校                   | 6    |
| 第5回（2001年）  | 横須賀市教育委員会賞                                    | 横須賀市立粟田小学校                 | 6    |
| 第5回（2001年）  | 小学校校長研究会会長賞                                  | 横浜市立つつじヶ丘小学校             | 3    |
| 第5回（2001年）  | かながわ情報産業振興総合連絡会議賞                      | 横須賀市立北下浦小学校               | 5    |
| 第5回（2001年）  | 優秀賞                                                  | 横浜市立吉原小学校                   | 4    |
| 第5回（2001年）  | 優秀賞                                                  | 横浜市立吉原小学校                   | 6    |
| 第5回（2001年）  | 優秀賞                                                  | 横浜市立港南台第二小学校             | 5    |
| 第5回（2001年）  | 優秀賞                                                  | 横浜市立高田東小学校                 | 5    |
| 第5回（2001年）  | 優秀賞                                                  | 横浜市立朝比奈小学校                 | 4    |
| 第5回（2001年）  | 優秀賞                                                  | 川崎市立長尾小学校                   | 4    |
| 第5回（2001年）  | 優秀賞                                                  | 川崎市立東高津小学校                 | 6    |
| 第5回（2001年）  | 優秀賞                                                  | 横須賀市立北下浦小学校               | 5    |
| 第5回（2001年）  | 優秀賞                                                  | 横須賀市立北下浦小学校               | 6    |
| 第5回（2001年）  | 優秀賞                                                  | 厚木市立清水小学校                   | 3    |
| 第5回（2001年）  | 優秀賞                                                  | 厚木市立清水小学校                   | 3    |
| 第5回（2001年）  | 優秀賞                                                  | 厚木市立清水小学校                   | 3    |
| 第5回（2001年）  | 優秀賞                                                  | 小田原市立下中小学校                 | 6    |
| 第5回（2001年）  | 優秀賞                                                  | 小田原市立三の丸小学校               | 3    |
| 第5回（2001年）  | 優秀賞                                                  | 小田原市立三の丸小学校               | 6    |
| 第5回（2001年）  | 優秀賞                                                  | 相模原市立相模台小学校               | 5    |
| 第5回（2001年）  | 優秀賞                                                  | 大磯町立大磯小学校                   | 5    |
| 第5回（2001年）  | 優秀賞                                                  | 大磯町立大磯小学校                   | 5    |
| 第6回（2002年）  | 社団法人神奈川県情報サービス産業協会会長賞              | 大磯町立大磯小学校                   | 6    |
| 第6回（2002年）  | 神奈川県教育委員会賞                                    | 平塚市立岡崎小学校                   | 3    |
| 第6回（2002年）  | 横浜市教育委員会賞                                      | 横浜市立神大寺小学校                 | 4    |
| 第6回（2002年）  | 川崎市教育委員会賞                                      | 川崎市立刈宿小学校                   | 4    |
| 第6回（2002年）  | 横須賀市教育委員会賞                                    | 横須賀市立北下浦小学校               | 6    |
| 第6回（2002年）  | 神奈川県小学校校長研究会会長賞                          | 秦野市立本町小学校                   | 4    |
| 第6回（2002年）  | かながわIT産業推進協議会会長賞                          | 厚木市立飯山小学校                   | 5    |
| 第6回（2002年）  | 優秀賞                                                  | 横浜市立神大寺小学校                 | 4    |
| 第6回（2002年）  | 優秀賞                                                  | 横浜市立吉原小学校                   | 3    |
| 第6回（2002年）  | 優秀賞                                                  | 川崎市立柿生小学校                   | 4    |
| 第6回（2002年）  | 優秀賞                                                  | 横須賀市立大矢部小学校               | 6    |
| 第6回（2002年）  | 優秀賞                                                  | 横須賀市立北下浦小学校               | 3    |
| 第6回（2002年）  | 優秀賞                                                  | 横須賀市立北下浦小学校               | 3    |
| 第6回（2002年）  | 優秀賞                                                  | 横須賀市立北下浦小学校               | 6    |
| 第6回（2002年）  | 優秀賞                                                  | 相模原市立相原小学校                 | 3    |
| 第6回（2002年）  | 優秀賞                                                  | 平塚市立岡崎小学校                   | 3    |
| 第6回（2002年）  | 優秀賞                                                  | 秦野市立本町小学校                   | 3    |
| 第6回（2002年）  | 優秀賞                                                  | 伊勢原市立大田小学校                 | 3    |
| 第6回（2002年）  | 優秀賞                                                  | 伊勢原市立大田小学校                 | 4    |
| 第6回（2002年）  | 優秀賞                                                  | 厚木市立飯山小学校                   | 5    |
| 第6回（2002年）  | 優秀賞                                                  | 大磯町立大磯小学校                   | 6    |
| 第6回（2002年）  | 優秀賞                                                  | 大磯町立大磯小学校                   | 6    |
| 第6回（2002年）  | 優秀賞                                                  | 大磯町立大磯小学校                   | 6    |
| 第6回（2002年）  | 優秀賞                                                  | 大磯町立大磯小学校                   | 6    |
| 第6回（2002年）  | 優秀賞                                                  | 二宮町立一色小学校                   | 4    |
| 第6回（2002年）  | 優秀賞                                                  | 二宮町立一色小学校                   | 4    |
| 第6回（2002年）  | 優秀賞                                                  | 上海日本人小学校                     | 3    |
| 第6回（2002年）  | 優秀賞                                                  | 上海日本人小学校                     | 4    |
| 第6回（2002年）  | 優秀賞                                                  | 上海日本人小学校                     | 4    |
| 第6回（2002年）  | 優秀賞                                                  | 上海日本人小学校                     | 4    |
| 第6回（2002年）  | 優秀賞                                                  | 上海日本人小学校                     | 4    |
| 第7回（2003年）  | 社団法人神奈川県情報サービス産業協会会長賞              | 横浜市立下田小学校                   | 5    |
| 第7回（2003年）  | 神奈川県教育委員会賞                                    | 藤沢市立本町小学校                   | 4    |
| 第7回（2003年）  | 横浜市教育委員会賞                                      | 横浜市立嶮山小学校                   | 4    |
| 第7回（2003年）  | 川崎市教育委員会賞                                      | 川崎市立藤崎小学校                   | 3    |
| 第7回（2003年）  | 横須賀市教育委員会賞                                    | 横須賀市立北下浦小学校               | 3    |
| 第7回（2003年）  | 神奈川県小学校校長研究会会長賞                          | 座間市立栗原小学校                   | 5    |
| 第7回（2003年）  | かながわIT産業推進協議会会長賞                          | 横須賀市立追浜小学校                 | 6    |
| 第7回（2003年）  | 神奈川新聞社賞                                          | 二宮町立一色小学校                   | 3    |
| 第7回（2003年）  | テレビ神奈川賞                                          | 秦野市立本町小学校                   | 5    |
| 第7回（2003年）  | 健康保険組合理事長賞                                    | 相模原市立大野台中央小学校           | 5    |
| 第7回（2003年）  | 優秀賞                                                  | 横浜市立平沼小学校                   | 3    |
| 第7回（2003年）  | 優秀賞                                                  | 横浜市立大道小学校                   | 3    |
| 第7回（2003年）  | 優秀賞                                                  | 横浜市立東市ヶ尾小学校               | 4    |
| 第7回（2003年）  | 優秀賞                                                  | 川崎市立藤崎小学校                   | 3    |
| 第7回（2003年）  | 優秀賞                                                  | 川崎市立苅宿小学校                   | 4    |
| 第7回（2003年）  | 優秀賞                                                  | 川崎市立宮崎台小学校                 | 3    |
| 第7回（2003年）  | 優秀賞                                                  | 川崎市立宮崎台小学校                 | 5    |
| 第7回（2003年）  | 優秀賞                                                  | 横須賀市立追浜小学校                 | 4    |
| 第7回（2003年）  | 優秀賞                                                  | 横須賀市立明浜小学校                 | 3    |
| 第7回（2003年）  | 優秀賞                                                  | 横須賀市立北下浦小学校               | 5    |
| 第7回（2003年）  | 優秀賞                                                  | 相模湖町立千木良小学校               | 3    |
| 第7回（2003年）  | 優秀賞                                                  | 平塚市立岡崎小学校                   | 4    |
| 第7回（2003年）  | 優秀賞                                                  | 秦野市立本町小学校                   | 5    |
| 第7回（2003年）  | 優秀賞                                                  | 秦野市立大根小学校                   | 3    |
| 第7回（2003年）  | 優秀賞                                                  | 秦野市立末広小学校                   | 3    |
| 第7回（2003年）  | 優秀賞                                                  | 伊勢原市立大田小学校                 | 4    |
| 第7回（2003年）  | 優秀賞                                                  | 伊勢原市立大田小学校                 | 4    |
| 第7回（2003年）  | 優秀賞                                                  | 上海日本人小学校                     | 6    |
| 第8回（2004年）  | 社団法人神奈川県情報サービス産業協会会長賞              | 横浜市立美しが丘小学校               | 6    |
| 第8回（2004年）  | 神奈川県教育委員会教育長賞                              | 秦野市本町小学校                     | 6    |
| 第8回（2004年）  | 横浜市教育委員会賞                                      | 横浜市市立平沼小学校                 | 4    |
| 第8回（2004年）  | 川崎市教育委員会賞                                      | 川崎市立梶ヶ谷小学校                 | 5    |
| 第8回（2004年）  | 横須賀市教育委員会賞                                    | 横須賀市立北下浦小学校               | 6    |
| 第8回（2004年）  | 相模原市教育委員会賞                                    | 相模原市立大野台中央小学校           | 3    |
| 第8回（2004年）  | 神奈川県小学校教育研究会会長賞                          | 平塚市立松ヶ丘小学校                 | 5    |
| 第8回（2004年）  | かながわIT産業推進協議会会長賞                          | 秦野市立渋沢小学校                   | 4    |
| 第8回（2004年）  | 神奈川新聞社賞                                          | 寒川市立南小学校                     | 4    |
| 第8回（2004年）  | テレビ神奈川賞                                          | 秦野市立渋沢小学校                   | 4    |
| 第8回（2004年）  | 健康保険組合理事長賞                                    | 秦野市立南が丘小学校                 | 3    |
| 第8回（2004年）  | 優秀賞                                                  | 横浜市立大豆戸小学校                 | 5    |
| 第8回（2004年）  | 優秀賞                                                  | 横浜市立新治小学校                   | 6    |
| 第8回（2004年）  | 優秀賞                                                  | 横浜市立新吉田小学校                 | 3    |
| 第8回（2004年）  | 優秀賞                                                  | 横浜市立すみれが丘小学校             | 6    |
| 第8回（2004年）  | 優秀賞                                                  | 横浜市立吉原小学校                   | 3    |
| 第8回（2004年）  | 優秀賞                                                  | 二宮町立一色小学校                   | 4    |
| 第8回（2004年）  | 優秀賞                                                  | 二宮町立一色小学校                   | 5    |
| 第8回（2004年）  | 優秀賞                                                  | 秦野市立広畑小学校                   | 4    |
| 第8回（2004年）  | 優秀賞                                                  | 秦野市立本町小学校                   | 5    |
| 第8回（2004年）  | 優秀賞                                                  | 秦野市立南小学校                     | 3    |
| 第8回（2004年）  | 優秀賞                                                  | 秦野市立南小学校                     | 6    |
| 第8回（2004年）  | 優秀賞                                                  | 平塚市立岡崎小学校                   | 4    |
| 第8回（2004年）  | 優秀賞                                                  | 平塚市立豊田小学校                   | 3    |
| 第8回（2004年）  | 優秀賞                                                  | 平塚市立松ヶ丘小学校                 | 3    |
| 第9回（2005年）  | 社団法人神奈川県情報サービス産業協会会長賞              | 横浜市立西富岡小学校                 | 6    |
| 第9回（2005年）  | 神奈川県教育委員会教育長賞                              | 茅ヶ崎市立今宿小学校                 | 6    |
| 第9回（2005年）  | 横浜市教育委員会賞                                      | 横浜市立氷取沢小学校                 | 4    |
| 第9回（2005年）  | 川崎市教育委員会賞                                      | 川崎市立東小倉小学校                 | 5    |
| 第9回（2005年）  | 横須賀市教育委員会賞                                    | 横須賀市立池上小学校                 | 6    |
| 第9回（2005年）  | 相模原市教育委員会賞                                    | 相模原市立大野小学校                 | 5    |
| 第9回（2005年）  | 神奈川県小学校教育研究会会長賞                          | 平塚市立港小学校                     | 4    |
| 第9回（2005年）  | u-kanagawa推進協議会会長賞                              | 横浜市立港南台第三小学校             | 6    |
| 第9回（2005年）  | 神奈川県情報処理産業健康保険組合理事長賞                | 横浜市立東山田小学校                 | 6    |
| 第9回（2005年）  | 神奈川県情報サービス産業厚生年金基金理事長賞            | 二宮町立山西小学校                   | 5    |
| 第9回（2005年）  | 神奈川新聞社賞                                          | 三浦市立名向小学校                   | 5    |
| 第9回（2005年）  | テレビ神奈川賞                                          | 横浜市立平沼小学校                   | 5    |
| 第9回（2005年）  | 横浜ベイスターズ賞                                      | 藤沢市立八松小学校                   | 5    |
| 第9回（2005年）  | 横浜F・マリノス賞                                       | 横浜市立子安小学校                   | 4    |
| 第9回（2005年）  | 横浜FC賞                                                | 横浜市立六ッ川西小学校               | 3    |
| 第9回（2005年）  | 湘南ベルマーレ賞                                        | 平塚市立神田小学校                   | 4    |
| 第9回（2005年）  | 川崎フロンターレ賞                                      | 川崎市立下沼辺小学校                 | 6    |
| 第9回（2005年）  | 社団法人神奈川県情報サービス産業協会 協会運営委員会賞   | 厚木市立小鮎小学校                   | 6    |
| 第9回（2005年）  | 社団法人神奈川県情報サービス産業協会 企業経営委員会賞   | 横浜市立荏田西小学校                 | 4    |
| 第9回（2005年）  | 社団法人神奈川県情報サービス産業協会 技術委員会賞       | 平塚市立なでしこ小学校               | 4    |
| 第9回（2005年）  | 社団法人神奈川県情報サービス産業協会 労働福利委員会賞   | 相模原市立鶴園小学校                 | 4    |
| 第9回（2005年）  | 社団法人神奈川県情報サービス産業協会 教育研修委員会賞   | 横浜市立氷取沢小学校                 | 4    |
| 第9回（2005年）  | 社団法人神奈川県情報サービス産業協会 産学連携委員会賞   | 藤沢市立本町小学校                   | 5    |
| 第9回（2005年）  | 社団法人神奈川県情報サービス産業協会 横浜市交流委員会賞 | 横浜市立嶮山小学校                   | 4    |
| 第9回（2005年）  | 社団法人神奈川県情報サービス産業協会 川崎市交流委員会賞 | 川崎市立下布田小学校                 | 4    |
| 第10回（2006年） | 社団法人神奈川県情報サービス産業協会会長賞              | 横浜市立平沼小学校                   | 6    |
| 第10回（2006年） | 神奈川県教育委員会教育長賞                              | 平塚市立松原小学校                   | 1    |
| 第10回（2006年） | 横浜市教育委員会賞                                      | 横浜市立東俣野小学校                 | 5    |
| 第10回（2006年） | 川崎市教育委員会賞                                      | 川崎市立西生田小学校                 | 5    |
| 第10回（2006年） | 横須賀市教育委員会賞                                    | 横須賀市立北下浦小学校               | 6    |
| 第10回（2006年） | 相模原市教育委員会賞                                    | 相模原市立大野小学校                 | 6    |
| 第10回（2006年） | 神奈川県小学校教育研究会会長賞                          | 平塚市立港小学校                     | 5    |
| 第10回（2006年） | u-kanagawa推進協議会会長賞                              | 横浜市立西富岡小学校                 | 5    |
| 第10回（2006年） | 神奈川県情報処理産業健康保険組合理事長賞                | 平塚市立港小学校                     | 5    |
| 第10回（2006年） | 神奈川県情報サービス産業厚生年金基金理事長賞            | 相模原市立中央小学校                 | 1    |
| 第10回（2006年） | 神奈川新聞社賞                                          | 平塚市立八幡小学校                   | 2    |
| 第10回（2006年） | テレビ神奈川賞                                          | 横浜市立並木第一小学校               | 4    |
| 第10回（2006年） | 横浜ベイスターズ賞                                      | 横浜市立井土ヶ谷小学校               | 1    |
| 第10回（2006年） | 横浜F・マリノス賞                                       | 横浜市東希望が丘小学校               | 3    |
| 第10回（2006年） | 横浜FC賞                                                | 横浜市立六ッ川西小学校               | 4    |
| 第10回（2006年） | 湘南ベルマーレ賞                                        | 平塚市立港小学校                     | 4    |
| 第10回（2006年） | 川崎フロンターレ賞                                      | 川崎市立稲田小学校                   | 2    |
| 第10回（2006年） | 社団法人神奈川県情報サービス産業協会 協会運営委員会賞   | 横浜市立城郷小学校                   | 6    |
| 第10回（2006年） | 社団法人神奈川県情報サービス産業協会 企業経営委員会賞   | 厚木市立鷲尾小学校                   | 3    |
| 第10回（2006年） | 社団法人神奈川県情報サービス産業協会 技術委員会賞       | 平塚市立岡崎小学校                   | 5    |
| 第10回（2006年） | 社団法人神奈川県情報サービス産業協会 女性活用委員会賞   | 横浜市立新田小学校                   | 1    |
| 第10回（2006年） | 社団法人神奈川県情報サービス産業協会 労働福利委員会賞   | 川崎市立下河原小学校                 | 4    |
| 第10回（2006年） | 社団法人神奈川県情報サービス産業協会 教育研修委員会賞   | 平塚市立港小学校                     | 3    |
| 第10回（2006年） | 社団法人神奈川県情報サービス産業協会 産学連携委員会賞   | 伊勢原市高部屋小学校                 | 5    |
| 第10回（2006年） | 社団法人神奈川県情報サービス産業協会 横浜市交流委員会賞 | 横浜市立大門小学校                   | 2    |
| 第10回（2006年） | 社団法人神奈川県情報サービス産業協会 川崎市交流委員会賞 | 川崎市立向小学校                     | 1    |
| 第10回（2006年） | 優秀賞                                                  | 上海市立上海日本人小学校             | 5    |
| 第10回（2006年） | 優秀賞                                                  | 上海市立上海日本人小学校             | 5    |
| 第10回（2006年） | 優秀賞                                                  | 上海市立上海日本人小学校             | 1    |
| 第10回（2006年） | 優秀賞                                                  | 上海市立上海日本人小学校             | 5    |
| 第11回（2007年） | 社団法人神奈川県情報サービス産業協会会長賞              | 横浜市立東希望が丘小学校             | 4    |
| 第11回（2007年） | 神奈川県知事賞                                          | 相模原市立若松小学校                 | 2    |
| 第11回（2007年） | 神奈川県教育委員会教育長賞                              | 平塚市立港小学校                     | 6    |
| 第11回（2007年） | 横浜市教育委員会賞                                      | 横浜市立初音ヶ丘小学校               | 6    |
| 第11回（2007年） | 川崎市教育委員会賞                                      | 川崎市立稲田小学校                   | 1    |
| 第11回（2007年） | 横須賀市教育委員会賞                                    | 横須賀市立大津小学校                 | 3    |
| 第11回（2007年） | 相模原市教育委員会賞                                    | 相模原市立並木小学校                 | 3    |
| 第11回（2007年） | 神奈川県小学校教育研究会会長賞                          | 横浜市立矢上小学校                   | 5    |
| 第11回（2007年） | u-kanagawa推進協議会会長賞                              | 逗子市立池子小学校                   | 3    |
| 第11回（2007年） | 神奈川県情報処理産業健康保険組合理事長賞                | 横浜市立洋光台第一小学校             | 4    |
| 第11回（2007年） | 神奈川県情報サービス産業厚生年金基金理事長賞            | 川崎市立下河原小学校                 | 5    |
| 第11回（2007年） | 神奈川新聞社賞                                          | 川崎市立中野島小学校                 | 5    |
| 第11回（2007年） | テレビ神奈川賞                                          | 平塚市立松延小学校                   | 5    |
| 第11回（2007年） | 横浜ベイスターズ賞                                      | 横浜市立秋葉小学校                   | 5    |
| 第11回（2007年） | 横浜F・マリノス賞                                       | 横浜市立嶮山小学校                   | 2    |
| 第11回（2007年） | 湘南ベルマーレ賞                                        | 平塚市立港小学校                     | 6    |
| 第11回（2007年） | 川崎フロンターレ賞                                      | 川崎市立南原小学校                   | 2    |
| 第11回（2007年） | 社団法人神奈川県情報サービス産業協会 協会運営委員会賞   | 横浜市立南神大寺小学校               | 6    |
| 第11回（2007年） | 社団法人神奈川県情報サービス産業協会 企業経営委員会賞   | 座間市立座間小学校                   | 3    |
| 第11回（2007年） | 社団法人神奈川県情報サービス産業協会 技術委員会賞       | 横浜市立南舞岡小学校                 | 5    |
| 第11回（2007年） | 社団法人神奈川県情報サービス産業協会 女性活用委員会賞   | 秦野市立南が丘小学校                 | 4    |
| 第11回（2007年） | 社団法人神奈川県情報サービス産業協会 労働福利委員会賞   | 厚木市立清水小学校                   | 3    |
| 第11回（2007年） | 社団法人神奈川県情報サービス産業協会 教育研修委員会賞   | 厚木市立鷲尾小学校                   | 4    |
| 第11回（2007年） | 社団法人神奈川県情報サービス産業協会 産学連携委員会賞   | 横浜市立青葉台小学校                 | 6    |
| 第11回（2007年） | 社団法人神奈川県情報サービス産業協会 横浜市交流委員会賞 | 横浜市立左近山第二小学校             | 2    |
| 第11回（2007年） | 社団法人神奈川県情報サービス産業協会 川崎市交流委員会賞 | 川崎市立土橋小学校                   | 4    |
| 第11回（2007年） | 優秀賞                                                  | 上海市立上海日本人小学校             | 1    |
| 第11回（2007年） | 優秀賞                                                  | 上海市立上海日本人小学校             | 1    |
| 第12回（2008年） | 社団法人神奈川県情報サービス産業協会会長賞              | 鎌倉市立山崎小学校                   | 3    |
| 第12回（2008年） | 神奈川県知事賞                                          | 横浜市立東希望が丘小学校             | 5    |
| 第12回（2008年） | 神奈川県教育委員会教育長賞                              | 綾瀬市立綾南小学校                   | 4    |
| 第12回（2008年） | 横浜市教育委員会賞                                      | 横浜市立万騎が原小学校               | 1    |
| 第12回（2008年） | 川崎市教育委員会賞                                      | 川崎市立下平間小学校                 | 2    |
| 第12回（2008年） | 横須賀市教育委員会賞                                    | 横須賀市立武山小学校                 | 6    |
| 第12回（2008年） | 相模原市教育委員会賞                                    | 相模原市立相原小学校                 | 4    |
| 第12回（2008年） | 神奈川県小学校教育研究会会長賞                          | 小田原市立富水小学校                 | 2    |
| 第12回（2008年） | u-kanagawa推進協議会会長賞                              | 平塚市立吉沢小学校                   | 6    |
| 第12回（2008年） | 神奈川県情報処理産業健康保険組合理事長賞                | 横浜市立石川小学校                   | 4    |
| 第12回（2008年） | 神奈川県情報サービス産業厚生年金基金理事長賞            | 横浜市立秋葉小学校                   | 6    |
| 第12回（2008年） | 神奈川新聞社賞                                          | 厚木市立飯山小学校                   | 5    |
| 第12回（2008年） | テレビ神奈川賞                                          | 綾瀬市立綾南小学校                   | 6    |
| 第12回（2008年） | FMヨコハマ賞                                            | 横浜市立南小学校                     | 5    |
| 第12回（2008年） | 横浜銀行賞                                              | 横浜市立桜台小学校                   | 6    |
| 第12回（2008年） | 横浜ベイスターズ賞                                      | 横浜市立境木小学校                   | 1    |
| 第12回（2008年） | 横浜F・マリノス賞                                       | 横浜市立本郷小学校                   | 5    |
| 第12回（2008年） | 横浜FC賞                                                | 横浜市立六浦小学校                   | 3    |
| 第12回（2008年） | 湘南ベルマーレ賞                                        | 茅ヶ崎市立室田小学校                 | 1    |
| 第12回（2008年） | 川崎フロンターレ賞                                      | 川崎市立下作延小学校                 | 1    |
| 第12回（2008年） | 社団法人神奈川県情報サービス産業協会委員長賞            | 相模原市立大野小学校                 | 2    |
| 第12回（2008年） | 社団法人神奈川県情報サービス産業協会委員長賞            | 相模原市立上溝南小学校               | 3    |
| 第12回（2008年） | 社団法人神奈川県情報サービス産業協会委員長賞            | 藤沢市立鵠洋小学校                   | 4    |
| 第12回（2008年） | 社団法人神奈川県情報サービス産業協会委員長賞            | 横浜市立六浦南小学校                 | 3    |
| 第12回（2008年） | 社団法人神奈川県情報サービス産業協会委員長賞            | 横浜市立並木第一小学校               | 3    |
| 第12回（2008年） | 社団法人神奈川県情報サービス産業協会委員長賞            | 横浜市立秋葉小学校                   | 3    |
| 第12回（2008年） | 社団法人神奈川県情報サービス産業協会委員長賞            | 小田原市立下曽我小学校               | 3    |
| 第12回（2008年） | 社団法人神奈川県情報サービス産業協会委員長賞            | 横浜市立六浦南小学校                 | 5    |
| 第12回（2008年） | 社団法人神奈川県情報サービス産業協会委員長賞            | 川崎市立野川小学校                   | 2    |
| 第12回（2008年） | 社団法人神奈川県情報サービス産業協会委員長賞            | 相模原市立桂北小学校                 | 5    |
| 第13回（2009年） | 社団法人神奈川県情報サービス産業協会会長賞              | 横浜市立洋光台第一小学校             | 6    |
| 第13回（2009年） | 神奈川県知事賞                                          | 横浜市立万騎が原小学校               | 2    |
| 第13回（2009年） | 神奈川県教育委員会教育長賞                              | 鎌倉市立山崎小学校                   | 4    |
| 第13回（2009年） | 横浜市教育委員会賞                                      | 横浜市立鴨志田緑小学校               | 4    |
| 第13回（2009年） | 川崎市教育委員会賞                                      | 川崎市立下沼部小学校                 | 5    |
| 第13回（2009年） | 相模原市教育委員会賞                                    | 相模原市立内郷小学校                 | 2    |
| 第13回（2009年） | 神奈川県小学校教育研究会会長賞                          | 秦野市立南が丘小学校                 | 5    |
| 第13回（2009年） | u-Kanagawa推進協議会会長賞                              | 厚木市立飯山小学校                   | 1    |
| 第13回（2009年） | 神奈川県情報サービス産業健康保険組合理事長賞            | 横浜市立帷子小学校                   | 5    |
| 第13回（2009年） | 神奈川県情報サービス産業厚生年金基金理事長賞            | 平塚市立港小学校                     | 6    |
| 第13回（2009年） | 神奈川新聞社賞                                          | 厚木市立飯山小学校                   | 6    |
| 第13回（2009年） | テレビ神奈川賞                                          | 相模原市立桂北小学校                 | 6    |
| 第13回（2009年） | FMヨコハマ賞                                            | 横浜市立中山小学校                   | 4    |
| 第13回（2009年） | 横浜銀行賞                                              | 横浜市立瀬戸ヶ谷小学校               | 3    |
| 第13回（2009年） | 横浜ベイスターズ賞                                      | 茅ヶ崎市立緑が浜小学校               | 4    |
| 第13回（2009年） | 横浜F・マリノス賞                                       | 横浜市立鴨志田第一小学校             | 5    |
| 第13回（2009年） | 横浜FC賞                                                | 横浜市立港北小学校                   | 1    |
| 第13回（2009年） | 湘南ベルマーレ賞                                        | 平塚市立金目小学校                   | 3    |
| 第13回（2009年） | 川崎フロンターレ賞                                      | 川崎市立宮崎小学校                   | 1    |
| 第13回（2009年） | 社団法人神奈川県情報サービス産業協会委員長賞            | 相模原市立大野小学校                 | 1    |
| 第13回（2009年） | 社団法人神奈川県情報サービス産業協会委員長賞            | 相模原市立宮上小学校                 | 3    |
| 第13回（2009年） | 社団法人神奈川県情報サービス産業協会委員長賞            | 厚木市立上荻野小学校                 | 1    |
| 第13回（2009年） | 社団法人神奈川県情報サービス産業協会委員長賞            | 横浜市立荏田にし小学校               | 3    |
| 第13回（2009年） | 社団法人神奈川県情報サービス産業協会委員長賞            | 相模原市立小山小学校                 | 4    |
| 第13回（2009年） | 社団法人神奈川県情報サービス産業協会委員長賞            | 横浜市立万騎が原小学校               | 2    |
| 第13回（2009年） | 社団法人神奈川県情報サービス産業協会委員長賞            | 横浜市立瀬戸ヶ谷小学校               | 3    |
| 第13回（2009年） | 社団法人神奈川県情報サービス産業協会委員長賞            | 横浜市立港北小学校                   | 5    |
| 第13回（2009年） | 社団法人神奈川県情報サービス産業協会委員長賞            | 川崎市立稲田小学校                   | 2    |
| 第13回（2009年） | 社団法人神奈川県情報サービス産業協会委員長賞            | 横浜市立東希望が丘小学校             | 6    |
| 第13回（2009年） | 社団法人神奈川県情報サービス産業協会委員長賞            | 横浜市立新橋小学校                   | 1    |
| 第13回（2009年） | 社団法人神奈川県情報サービス産業協会委員長賞            | 茅ヶ崎市立緑が浜小学校               | 4    |
| 第14回（2010年） | 社団法人 神奈川県情報サービス産業協会会長賞             | 横浜市立本牧小学校                   | 6    |
| 第14回（2010年） | 神奈川県知事賞                                          | 相模原市立内郷小学校                 | 3    |
| 第14回（2010年） | 神奈川県教育委員会教育長賞                              | 鎌倉市立山崎小学校                   | 5    |
| 第14回（2010年） | 横浜市教育委員会賞                                      | 横浜市立左近山第二小学校             | 3    |
| 第14回（2010年） | 川崎市教育委員会賞                                      | 川崎市立宮崎小学校                   | 1    |
| 第14回（2010年） | 相模原市教育委員会賞                                    | 相模原市立大野小学校                 | 2    |
| 第14回（2010年） | 神奈川県小学校教育研究会会長賞                          | 厚木市立戸田小学校                   | 1    |
| 第14回（2010年） | u-Kanagawa推進協議会会長賞                              | 茅ヶ崎市立緑が浜小学校               | 5    |
| 第14回（2010年） | 神奈川県情報サービス産業健康保険組合理事長賞            | 厚木市立清水小学校                   | 6    |
| 第14回（2010年） | 神奈川県情報サービス産業厚生年金基金理事長賞            | 川崎市立西菅小学校                   | 3    |
| 第14回（2010年） | 神奈川新聞社賞                                          | 小田原市立富水小学校                 | 5    |
| 第14回（2010年） | テレビ神奈川賞                                          | 川崎市立末長小学校                   | 4    |
| 第14回（2010年） | FMヨコハマ賞                                            | 川崎市立稲田小学校                   | 2    |
| 第14回（2010年） | 横浜銀行賞                                              | 川崎市立戸手小学校                   | 2    |
| 第14回（2010年） | 横浜ベイスターズ賞                                      | 横浜市立桜台小学校                   | 4    |
| 第14回（2010年） | 横浜F・マリノス賞                                       | 横浜市立鴨志田緑小学校               | 5    |
| 第14回（2010年） | 横浜FC賞                                                | 横浜市立桜台小学校                   | 3    |
| 第14回（2010年） | 湘南ベルマーレ賞                                        | 平塚市立なでしこ小学校               | 6    |
| 第14回（2010年） | 川崎フロンターレ賞                                      | 川崎市立子母口小学校                 | 4    |
| 第14回（2010年） | 社団法人神奈川県情報サービス産業協会委員長賞            | 小田原市立足柄小学校                 | 5    |
| 第14回（2010年） | 社団法人神奈川県情報サービス産業協会委員長賞            | 川崎市立下作延小学校                 | 4    |
| 第14回（2010年） | 社団法人神奈川県情報サービス産業協会委員長賞            | 横浜市立高舟台小学校                 | 2    |
| 第14回（2010年） | 社団法人神奈川県情報サービス産業協会委員長賞            | 横浜市立あざみ野第二小学校           | 1    |
| 第14回（2010年） | 社団法人神奈川県情報サービス産業協会委員長賞            | 横浜市立新石川小学校                 | 2    |
| 第14回（2010年） | 社団法人神奈川県情報サービス産業協会委員長賞            | 私立横浜雙葉小学校                   | 1    |
| 第14回（2010年） | 社団法人神奈川県情報サービス産業協会委員長賞            | 相模原市立大野小学校                 | 2    |
| 第14回（2010年） | 社団法人神奈川県情報サービス産業協会委員長賞            | 横浜市立万騎が原小学校               | 3    |
| 第14回（2010年） | 社団法人神奈川県情報サービス産業協会委員長賞            | 川崎市立下沼部小学校                 | 6    |
| 第14回（2010年） | 社団法人神奈川県情報サービス産業協会委員長賞            | 横浜国立大学附属鎌倉小学校           | 6    |
| 第14回（2010年） | 社団法人神奈川県情報サービス産業協会委員長賞            | 私立相模女子大学小学部               | 3    |

## 表彰式・展示会
| 開催年度         | 表彰式  | 表彰式                          | 展示会        | 展示会                                         |
| ---------------- | ------- | ------------------------------- | ------------- | ---------------------------------------------- |
| 第1回（1997年）  | -       | -                               | -             | -                                              |
| 第2回（1998年）  | 3月15日 | 横浜新都市ホール センタープラザ | 3月14日～20日 | 横浜新都市ホール センタープラザ                |
| 第3回（1999年）  | 3月14日 | 横浜新都市ホール センタープラザ | 3月13日～19日 | 横浜新都市ホール シビルプラザ                  |
| 第4回（2000年）  | 3月5日  | 横浜新都市ホール センタープラザ | 3月4日～6日   | 横浜新都市ホール シビルプラザ                  |
| 第5回（2001年）  | 3月4日  | 横浜新都市ホール センタープラザ | 3月3日～5日   | 横浜新都市ホール シビルプラザ                  |
| 第6回（2002年）  | 3月3日  | 横浜新都市ホール センタープラザ | 3月2日～4日   | 横浜新都市ホール シビルプラザ                  |
| 第7回（2003年）  | 3月2日  | 横浜新都市ホール センタープラザ | 3月1日～2日   | 横浜新都市ホール シビルプラザ                  |
| 第8回（2004年）  | 3月6日  | 横浜新都市ホール センタープラザ | 3月6日～7日   | 横浜新都市ホール シビルプラザ                  |
| 第9回（2005年）  | 3月5日  | 横浜新都市ホール センタープラザ | 3月5日～6日   | 横浜新都市ホール シビルプラザ                  |
| 第10回（2006年） | 3月4日  | 横浜新都市ホール センタープラザ | 3月4日～5日   | 横浜新都市ホール シビルプラザ                  |
| 第11回（2007年） | 3月4日  | 大さん橋ホール                  | 3月9日～11日  | 大さん橋ホール 横浜新都市ホール センタープラザ |
| 第12回（2008年） | 3月1日  | 横浜新都市ホール センタープラザ | 3月1日～2日   | 横浜新都市ホール シビルプラザ                  |
| 第13回（2009年） | 3月7日  | 横浜新都市ホール センタープラザ | 3月7日～8日   | 横浜新都市ホール シビルプラザ                  |
| 第14回（2010年） | 3月6日  | 横浜新都市ホール センタープラザ | 3月6日～7日   | 横浜新都市ホール シビルプラザ                  |
| 第15回（2011年） | 3月5日  | 横浜新都市ホール センタープラザ | 3月5日～6日   | 横浜新都市ホール シビルプラザ                  |